# Pozuelo de Alarcón
Pozuelo de Alarcón è un comune spagnolo di 85 605 abitanti situato nella comunità autonoma di Madrid.

## Cultura

### Istruzione

#### Università
Pozuelo ospita nel proprio territorio il campus di Somosaguas dell'Università Complutense di Madrid.

## Amministrazione

### Gemellaggi
- Issy-les-Moulineaux (1990)
- Poznań (1992)
- Recanati (2002)
- Distretto di Xicheng (2006)
- Bir Lehlu (2008)
- Naucalpan de Juárez (2008)